# Monareczka okularowa
Monareczka okularowa, monarka okularowa (Symposiachrus trivirgatus) – gatunek małego ptaka z rodziny monarek (Monarchidae). Występuje w Australii, Indonezji i Timorze Wschodnim. Jego naturalne siedliska to subtropikalne lub tropikalne wilgotne lasy nizinne, subtropikalne lub tropikalne lasy namorzynowe oraz subtropikalne lub tropikalne wilgotne lasy górskie; według IUCN nie jest zagrożony wyginięciem.

## Taksonomia i systematyka
Gatunek ten został pierwotnie umieszczony w rodzaju Drymophila, a następnie w Monarcha, aż do przeniesienia do Symposiachrus w 2009. Monareczka czarnoskrzydła (Symposiachrus melanopterus) i monareczka molucka (Symposiachrus bimaculatus) to gatunki ostatnio wyodrębnione z Symposiachrus trivirgatus (Eaton et al., 2016, Andersen et al., 2021, McCullough et al., 2021).

### Podgatunki
Międzynarodowy Komitet Ornitologiczny (IOC) wyróżnia trzy podgatunki Symposiachrus trivirgatus:  
- S. t. trivirgatus (Temminck, 1826) – monareczka okularowa[4] – występuje w środkowej i wschodniej części Małych Wysp Sundajskich – od Flores po Damar.
- S. t. albiventris (Gould, 1866) – pierwotnie opisany jako odrębny gatunek w rodzaju Monarcha. Zamieszkuje północną część półwyspu Jork oraz wyspy w Cieśninie Torresa.
- S. t. gouldii (Gray, GR, 1861) – monareczka australijska[4] – pierwotnie opisany jako odrębny gatunek w rodzaju Monarcha. Występuje we wschodniej Australii – od południowo-wschodniej części półwyspu Jork po wschodnio-środkową Nową Południową Walię.

Wyróżniany przez niektórych autorów podgatunek melanorrhous jest przez IOC uznawany za synonim S. t. gouldii.

## Morfologia
Umiarkowanie długi ogon i smukły dziób. Z wierzchu ciemnoszary, od spodu jasny, z czarną maską i dziobem, intensywnie rudopomarańczowym gardłem i górną częścią piersi oraz białymi kącikami ogona.

## Ekologia
Zamieszkuje lasy, tereny krzewiaste. Aktywnie żeruje w niższych piętrach wilgotnych lasów i namorzynów.

## Status i zagrożenia
W Czerwonej księdze gatunków zagrożonych Międzynarodowej Unii Ochrony Przyrody (IUCN) gatunek został zaliczony do kategorii LC (ang. Least Concern – najmniejszej troski); IUCN stosuje jednak starsze, szersze ujęcie systematyczne, w którym do Symposiachrus trivirgatus wliczane są monareczka czarnoskrzydła i monareczka molucka. Ze względu na brak dowodów na spadki liczebności bądź istotne zagrożenia dla gatunku BirdLife International uznaje trend liczebności populacji za prawdopodobnie stabilny.